# Campionati europei di sollevamento pesi 1903
I Campionati europei di sollevamento pesi 1903, 7ª edizione della manifestazione, si svolsero a Rotterdam l'8 febbraio 1903.

## Formula
La formula prevedeva sei serie di sollevamenti:
- due sollevamenti a distensione a due mani;
- due sollevamenti a slancio a due mani;
- due sollevamenti a oltranza a due mani su pesi di circa 80 kg.

## Resoconto
Dopo le categorie di peso dell'anno precedente, si ritornò al formato "Open", senza limiti di peso. Al primo posto si classificò la Germania, al secondo e terzo si classificarono atleti olandesi. Oltre ai campionati si aggiunsero anche esibizioni di wrestling in questa e in altre quattro edizioni successive (1909, 1911, 1912 e 1914).

## Risultati
| Evento | Oro           | Oro      | Argento       | Argento  | Bronzo            | Bronzo   |
| ------ | ------------- | -------- | ------------- | -------- | ----------------- | -------- |
| Open   | Andreas Meier | 270,0+17 | Adrian Spruyt | 254,0+20 | Antoon Dorregeest | 258,0+10 |

## Medagliere
| Posiz. | Nazione     | Oro | Argento | Bronzo | Totale |
| ------ | ----------- | --- | ------- | ------ | ------ |
| 1      | Germania    | 1   | 0       | 0      | 1      |
| 2      | Paesi Bassi | 0   | 1       | 1      | 2      |
| Totale | Totale      | 1   | 1       | 1      | 3      |